# Purpureocillium
Purpureocillium — рід грибів родини Ophiocordycipitaceae. Назва вперше опублікована 2011 року.
Purpureocillium lilacinum показав перспективні результати для використання в якості біоконтролю росту паразитичних нематод кореневих вузлів.

## Класифікація

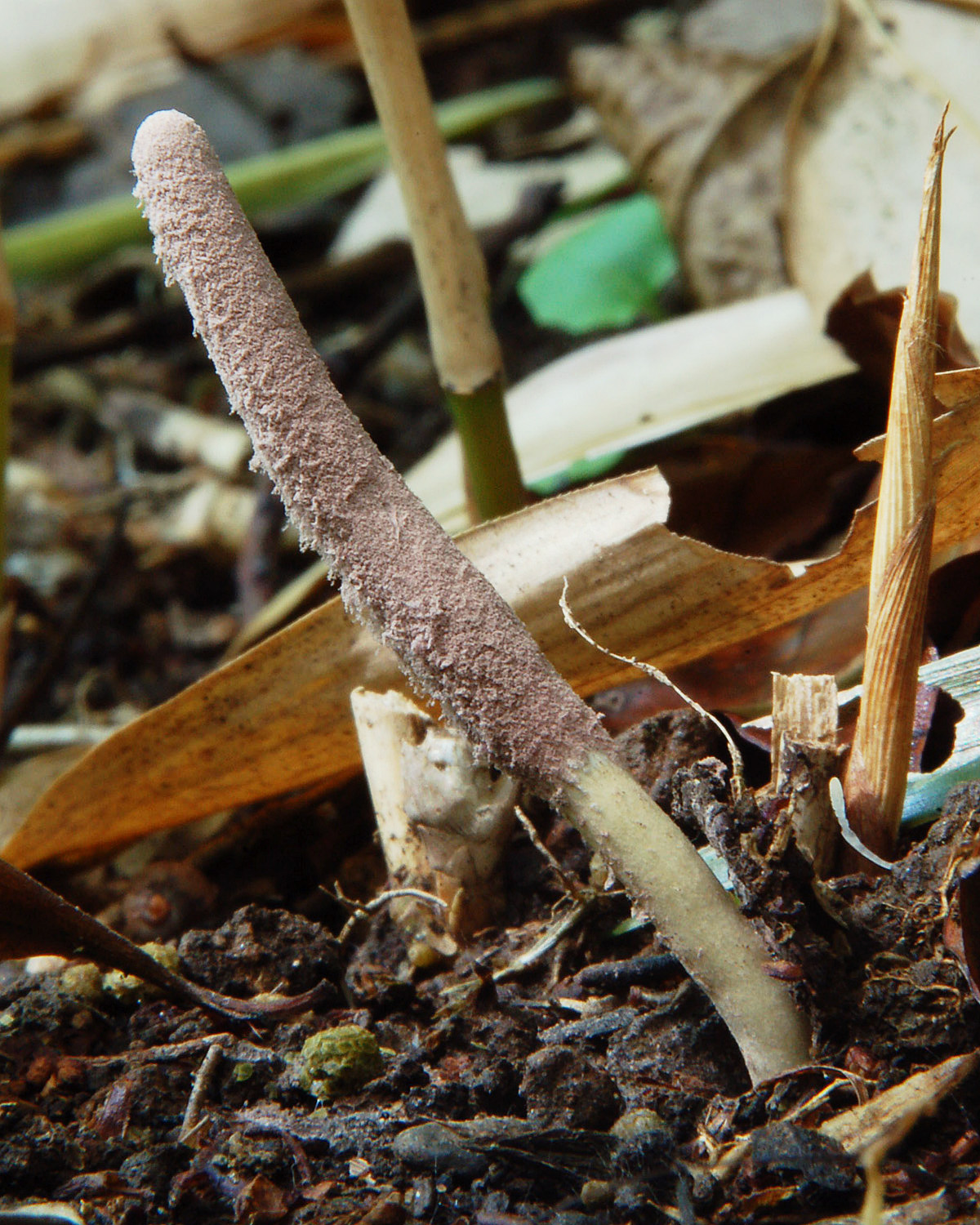
Purpureocillium atypicola (раніше відносили до роду Nomuraea)

Згідно з базою MycoBank до роду Purpureocillium відносять 5 офіційно визнаних видів:
- Purpureocillium atypicola
- Purpureocillium lavendulum
- Purpureocillium lilacinum
- Purpureocillium sodanum
- Purpureocillium takamizusanense